# Munidopsis lauensis
Munidopsis lauensis is een tienpotigensoort uit de familie van de Munidopsidae. De wetenschappelijke naam van de soort is voor het eerst geldig gepubliceerd in 1992 door Baba & de Saint Laurent.